# Glyptocidaridae
De Glyptocidaridae zijn een familie van zee-egels (Echinoidea) uit de orde Stomopneustoida.

## Geslachten
- Glyptocidaris A. Agassiz, 1864